# Колоницький Борис Іванович
Бори́с Іва́нович Колони́цький (рос. Борис Иванович Колоницкий; народився у 1955) — російський учений, дослідник історії Першої світової війни та Російської революції 1917 року. Доктор історичних наук (2002), професор, перший проректор Європейського університету в Санкт-Петербурзі, провідний науковий співробітник Санкт-Петербурзького інституту історії РАН.

## Біографія
У 1976 закінчив історичний факультет Ленінградського державного педагогічного інституту ім. О. І. Герцена.
В 1987 захиситив кандидатську диссертацію «Центри буржуазної друкованої пропаганди Петрограда та їхній крах, березень—жовтень 1917 р.».
З 1991 — співробітник Ленінградського відділення Інституту історії АН СРСР. Нині — провідний науковий співробітник відділу історії революцій та суспільного руху Санкт-Петербурзького інституту історії Російської академії наук.
Від 1999 працює на факультеті історії Європейського університету в Санкт-Петербурзі.
Викладав як запрошений професор у США (Іллінойський, Принстонський, Єльський університети), Естонії (Тартуський університет), Фінляндії (Гельсінський університет) та Німеччині (Тюбінгенський університет).
В числі низки представників російської гуманітарної громадськості підписав опублікованого 10 січня 2001 відкритого листа, в якому засуджувалася діяльність Ігоря Фроянова на посаді декана історичного факультету Санкт-Петербурзького університету («лист 140»).
У 2002 захистив докторську дисертацію «Політичні символи та боротьба за владу в 1917 році».
Одержувач стипендій та грантів Фонду підтримки східноєвропейських досліджень (Триніті-коледж, Кембридж), Російського державного наукового фонду, Інституту «Відкрите суспільство», Фонду Фольксвагена, Фонду Льва Копелева, Інституту Кеннана, Фонду Михайла Прохорова, Фонду «Оксфорд — Росія».
Член редакційних колегій журналів «Kritika», «Revolutionary Russia», редакційної ради міжнародного проекту «Russia's Great War and Revolution, 1914—1922: the Centennial Reappraisal». Входить до складу наукової ради Міжнародного центру з вивчення Першої світової війни в Перроні (Франція).

## Вибрана бібліографія
- Интеллигент конца XIX — начала XX века: проблемы идентификации (к постановке вопроса) // Социальная история: ежегодник, 2010. — СПб., 2011. — С. 9—42.
- А. Ф. Керенский как «первый гражданин» // Факты и знаки: исследования по семиотике истории. — М., 2010. — Вып. 2. — С. 134—149.
- Красные против красных: к 90-летию окончания Гражданской войны в России [Архівовано 3 листопада 2012 у Wayback Machine.] // Нева. — 2010. — № 11. — С. 144—164.
- «Трагическая эротика»: образы императорской семьи в годы Первой мировой войны. — М., 2010. — 664 с. ISBN 5-86793-757-7
- Преодоление гражданской войны: случай Америки [Архівовано 14 липня 2014 у Wayback Machine.] // Звезда. — 2007. — № 1. — С. 123—143.
- Воин «старого времени»: образы великого князя Николая Николаевича в годы Первой мировой войны [Архівовано 28 листопада 2010 у Wayback Machine.] // Studia Russica Helsingiensia et Tartuensia X. — Тарту, 2006. — Ч. 2. — С. 297—326.
- Язык демократии: проблемы «перевода» текстов эпохи революции 1917 года // Исторические понятия и политические идеи в России XVI—XX вв.: сб. науч. тр. — СПб., 2006. — С. 152—189.
- Александр Федорович Керенский как «жертва евреев» и «еврей» // Jews and Slavs. — Jerusalem, 2006. — Vol. 17. — P. 241—253.
- Легитимация через жизнеописания: биография А. Ф. Керенского (1917 г.) // История и повествование. — Хельсинки; М., 2006. — С. 246—278.
- Слухи об императрице Александре Федоровне и массовая культура (1914—1917) // Вестник истории, литературы, искусства. — М., 2005. — Т. 1. — С. 362—378.
- «Его превосходительство» «министр народной правды»: А. Ф. Керенский в политическом сознании (март—октябрь 1917 г.) // Власть, общество и реформы в России (XVI — начало XX в.): материалы научно-теоретич. конф., 8–10 декабря 2003 г. — СПб., 2004. — С. 341—353
- «We» and «I»: Alexander Kerensky in His Speeches // Autobiographical Practices in Russia = Autobiographische Praktiken in Russland. — Göttingen, 2004. — P. 179–196.
- Погоны и борьба за власть в 1917 году. — СПб., 2001. — 84 с. ISBN 5-94500-003-5
- Символы и борьба за власть: к изучению политической культуры Российской революции 1917 года. — СПб., 2001. — 349 с. ISBN 5-86007-274-0
- «Democracy» in the Political Consciousness of the February Revolution [Архівовано 7 березня 2016 у Wayback Machine.] // Slavic Review. — 1998. — Vol. 57. — № 1. — P. 95—106.
- А. Ф. Керенский и Мережковские // Литературное обозрение. — 1991. — № 3. — С. 98—106.